# Isla Iguana (Los Testigos)
Isla Iguana (también conocida en otras fuentes como Isla Testigo Menor) es una isla deshabitada de la Antillas Menores, al sureste del Mar Caribe, que pertenece al archipiélago venezolano de Los Testigos, administrativamente forma parte de las Dependencias Federales de Venezuela. Se localiza en las coordenadas geográficas 11°21′29″N 63°08′14″O / 11.35806, -63.13722 a cerca de 1 kilómetro al sur de la Isla Testigo grande y justo al norte de la isla más meridional del archipiélago, la de Morro Blanco, al este se encuentra la más pequeña isla del chivo. 
Posee una elevación máxima de 97 metros y un diámetro de 0,8 kilómetros, con una superficie estimada en 65,08 hectáreas y un perímetro de 4,42 kilómetros.